# Dos o tres cosas que yo sé de ella
Dos o tres cosas que yo sé de ella (título original en francés: 2 ou 3 choses que je sais d'elle) es una película francesa del año 1967 del género drama, escrita y dirigida por el director de cine franco-suizo Jean-Luc Godard.

## Sinopsis
En el París de los años 60, la sociedad está influenciada por el consumismo gracias a la publicidad. La prostitución es una alternativa aceptada por las mujeres para ganar dinero y el mundo se encuentra impasible durante el periodo de la guerra de Vietnam. Juliette Janson es una mujer casada y con dos hijos pequeños que trabaja como prostituta para ganar dinero. Ella es una de los millones de personas que pueblan el llamado “Nuevo París” en el año 1966.

## Argumento
La película fue rodada a manera de falso documental y es narrada por el propio director Jean-Luc Godard.
La cámara sigue a Juliette Janson durante su cotidianidad desenvolviéndose en sus diferentes roles de madre, esposa, ama de casa, prostituta. Durante la ilustración de esas situaciones, Juliette se refiere directamente a la cámara confesando y exaltando las emociones, sentimientos y pensamientos que experimenta durante el momento.
Por otro lado, la película también cuenta con secuencias similares a la de Juliette que ilustran la cotidianidad de otros personajes secundarios y de diferentes lugares de París, la mayoría de ellos en construcción o remodelación.
El argumento de la película no está estructurado bajo los parámetros del montaje clásico o la lógica aristotélica, por lo que imperan las metáforas, simbolismos y lenguaje semiológico; dentro de escena.
El montaje de la película tampoco es acorde respecto al montaje considerado clásico, las secuencias donde aparecen los personajes, los testimonios, los planos panorámicos de la ciudad y la narración in-off de Jean-Luc Godard; irrumpen mezclados entre sí dentro de cuadro, por lo que no existe una estructura narrativa de inicio, nudo y desenlace.

## Contexto sociopolítico
En 1958 se crea la Quinta República liderada por Charles de Gaulle, donde se implementaron medidas para mejorar la economía de Francia con el fin de convertirla en una potencia y unificar a una Europa fuerte y libre. De Gaulle independizó a Francia del ideal de la OTAN convirtiéndola en un tercero frente a las diferencias entre los Estados Unidos y la Unión Soviética.
En la década de 1960 Francia ya había superado la crisis tras la Segunda Guerra Mundial, había un auge en la construcción y el paisaje urbano de París se estaba transformando y reconstruyendo.
Charles de Gaulle ofrece a los franceses hacer un cambio en la Constitución que permitiría al pueblo votar por él como candidato a las elecciones, un cambio que fue aprobado. De Gaulle fue cuestionado por la población con frecuencia por sus decisiones y su forma de gobernar, Francia pasaba por un período de crisis política, los ciudadanos sentían que el gobierno no mostraba estabilidad y éste perdía credibilidad. Más de 900.000 franceses abandonan el país después de la masacre de París en 1961. Se intentó ocultar esta matanza en la que la policía francesa atacó una manifestación en pro a la liberación de Argelia: hasta 1998 no fue reconocido por el cuerpo policial francés que la matanza fue intencionada. La presencia de la organización terrorista francesa de extrema derecha OAS (conformada especialmente por desertores del Ejército y veteranos de las guerras coloniales) y sus intentos repetidos de atentar contra Charles de Gaulle, aumentó el nivel de rebeldía e inconformismo en el país. En 1962 Argelia se independiza de Francia.
Tras el conflicto de Argelia, Charles de Gaulle logra mejorar la economía del país y promover una política exterior de mayor presencia internacional. En la década de los años 1960, Francia fue catalogada como una potencia en crecimiento económico, hasta 1975.
Charles de Gaulle desafió el poder de Estados Unidos al reconocer a la China de Mao Tse-tung. En 1946 Vietnam del Norte dejó de ser colonia francesa durante la Segunda Guerra Mundial, Francia intentó restablecer su mandato colonial en la década de los años 1960 pero Vietnam del Norte recibe constates amenazas de Vietnam del Sur, los "Viet Minhs", a raíz de esto se convocan a las conferencias de Ginebra, donde se decide finalmente dividir a Indochina en tres estados independientes: Laos, Camboya y Vietnam. Estados Unidos en desaprobación del socialismo decide intervenir militarmente en Vietnam del Norte usando armas químicas (Napalm), lo que llevó a una crisis civil en Vietnam, Estados Unidos y el resto del mundo.

## Influencias
Cahiers du Cinéma
Después de la Segunda Guerra Mundial, llega a Francia la expansión cultural americana generando un gran impacto sociocultural, dando lugar a la creación de movimientos cinéfilos, una consecuencia directa de una serie de acontecimientos que cambiaron el desarrollo del cine francés. Entre ellos la creación del IDHEC (Escuela cinematográfica) en 1944, surgieron diversas publicaciones como "La renue du cinéma" (1946 a 1949), Alternativas para el festival de Cannes como Objectif 49 y la aparición de la revista de cine francesa Cahiers du Cinéma en 1951.
Los ejemplares de la época contenían ideas, críticas y personajes que ahora se consideran grandes directores y críticos de cine, entre ellos André Bazin, Daniol –Velcroze, François Truffaut y Claude Chabrol.
En un principio únicamente se hicieron críticas sobre el cine americano dándole valor a aquel que se consideraba “artesano”, enfatizaron mucho en el cine francés de “calidad”. La nueva forma de analizar el cine se denominó “La política de los autores” y pretendía convertirse en una curaduría oficial del arte del cine.
Nouvelle Vague
Ver artículo completo de la Nouvelle Vague
Es un movimiento cinematográfico francés que surgió a finales de la década de los años ’50, en contraposición a las estructuras que imponía el cine francés de la época.
Su objetivo fundamental era promover la ruptura del paradigma de la técnica cinematográfica y dar más espacio a la libertad de expresión con respecto a la narrativa y la técnica en el campo de la producción fílmica.